# Arnold Midgley
Arnold Midgley (Ottawa, 28 aprile 1935 – Ottawa, 20 settembre 2023) è stato uno sciatore alpino e dirigente sportivo canadese.

## Biografia
Sciatore polivalente, Arnold Midgley si formò sciisticamente in ambito universitario gareggiando in Canada e in Europa dal 1953 al 1958; debuttò in campo internazionale in occasione dell'Internationalen Adelbodner Skitage 1959 (Adelboden, 4-5 gennaio), dove si classificò 61º nello slalom gigante, e nel prosieguo di quella stagione prese il via in diverse classiche del circuito europeo, senza ottenere piazzamenti di rilievo. L'anno dopo fu convocato come riserva della nazionale canadese per gli VIII Giochi olimpici invernali di Squaw Valley 1960 (19-27 febbraio), senza prendere parte alle gare; nello stesso anno vinse il titolo nazionale di slalom speciale e di combinata e in quello successivo nuovamente il titolo di combinata. Non prese parte a rassegne olimpiche o iridate.
Dopo il ritiro ricoprì diversi incarichi dirigenziali e organizzativi in seno alla Federazione sciistica del Canada e alla Federazione internazionale sci, nella quale fu consigliere federale dal 1975 al 1979 e in più occasioni direttore di gara e delegato tecnico; nel 1966 fondò il Canadian Ski Museum, che diresse per diversi mandati, e fu tra i primi sviluppatori dei sistemi di innevamento artificiale.

## Palmarès

### Campionati canadesi
- 3 ori (slalom speciale, combinata nel 1960; combinata nel 1961)[1][4]

## Riconoscimenti
- Canadian Ski Hall of Fame (1993)[2]
- Ottawa Sports Hall of Fame (1995)[2]